# École Sainte-Croix de Dresde
L'École Sainte-Croix de Dresde (également connue sous son nom en latin : schola crucis = École Sainte-Croix) est l'établissement d'enseignement le plus ancien de la ville et également l'un des plus anciens de toute l'Allemagne. La première mention apparaît en 1300, d'un maître d'école (Cunradus rector puerorum). C'était à l'origine une école paroissiale qui passa vers la fin du XIVe siècle sous l'autorité de la ville et reçut en 1413 le premier règlement scolaire de Dresde. Y recevaient, et eux seuls leur éducation, les chanteurs de la capella sanctae crucis (chapelle de la Sainte Croix) qui forment aujourd'hui le chœur dénommé Dresdner Kreuzchor.
De nos jours, l'École Sainte-Croix est devenue un lycée protestant évangélique (Evangelische Kreuzgymnasium) exclusivement lié au Dresdner Kreuzchor soutenu par la municipalité de Dresde. Les élèves du lycée y sont choristes (Kruzianer), et aucun choriste n'y est admis au dehors des élèves du lycée.

## Élèves notables
- Theo Adam
- Oscar Wilhelm Becker (de)[1]
- Karl Andreas Berthelen (de)
- Hans Beschorner (de)
- Walter von Boetticher
- Viktor Julius von Bosse (de)
- Michael von Brück
- Ludwig Schnorr von Carolsfeld
- Franz Schnorr von Carolsfeld (de)
- Eduard Chambon (de)
- Carl Friedrich August Dathe von Burgk (de)
- Albert Hermann Dietrich
- Moritz Döring (de)
- Georg Eckelt (de)
- Kurt Exner (de)
- Gustav Theodor Fechner
- Gotthard Daniel Fritzsche (de)
- Oskar Gelbhaar (de)
- Johannes Gelbke (de)
- E. T. Gleitsmann (de)
- Frères Graun (de)
- Friederike de Haas (de)
- Johann Georg August Hacker (de)
- Hartmut Haenchen
- Georg Friedrich Hammer (de)
- Gustav Helbig (de)
- Jürgen Helfricht (de)
- Carl Friedrich Heinze (de)
- Wolfgang Hinze (de)
- Johannes Hübschmann (de)
- Otto Immisch (de)
- Christian Juncker (de)
- Gottlieb Kiessling (de)
- Udo Klement (de)
- Christian Kluttig (de)
- Theodor Körner
- Asteris Kutulas (de)
- Sebastian Kranich (de)
- Maximilian Krah
- Woldemar Lippert (de)
- Gustav Eduard Lösche (de)
- Thomas Löser (de)
- Alfred Lottermoser (de)
- Philipp Mainländer
- Arkadi Maslow
- Frido Mětšk (de)
- Franz Niedner (de)
- Hans Oster
- Ernst Robert Osterloh (de)
- Gottlieb Friedrich Otto (de)
- Alexander Pache (de)
- René Pape
- Martin Petzoldt (de)
- Paul Pfotenhauer (de)
- Wilhelm Pfotenhauer (de)
- Hans-Christoph Rademann (de)
- Rolf Reuter (de)
- Karl Richter
- Peter Rösel
- Herbert Schelcher (de)
- Walter Schelcher (de)
- Arnold Schering
- Rudolf Schilling (de)
- Otto Eduard Schmidt (de)
- Richard Schmidt (de)
- Günter Schnabel (de)
- Wilhelm Schöpff (de)
- Peter Schreier
- Martin Schüler (de)
- Ingo Schulze
- Friedrich Oskar von Schwarze (de)
- Rudolf Seydel (de)
- Johann Friedrich Ernst Stange (de)
- Gustav Adolph Struve (de)
- Heinrich von Treitschke
- Daniel Gottlob Türk
- Richard Wagner
- Winfried Wagner (de)
- Benjamin Walther (de)
- Christian Wermuth (de)
- Walther Witting (de)
- Kurt Albrecht Wolf (de)
- Udo Zimmermann